# スタージュエリー
スタージュエリー（英称：STAR JEWELRY）は、1946年に横浜・元町に創業した日本のジュエリーブランド。
メイドインジャパンのクラフトマンシップをポリシーとし、元町本店のすぐ近くに専属の原型師が複数名常駐する自社工房を所有している。誕生日や記念日、クリスマスなどのギフトとしても親しまれている。

## 沿革
創業当初は、進駐軍や山手に住む外国人が主な顧客であった。1946年当時は日本に本格的なジュエリーショップはほとんど存在せず、初代の社長夫妻が海外で買い付けてきたジュエリーや、当時日本ではまだ珍しかったピアスなどを取り扱う店として、外国人が足を運んだという。当時の本店の2階の工房に職人が常駐し、外国人顧客のオーダーに応える店となる。
1970年代のハマトラブームを機に“港町横浜のフェリス女学院大学”に通う女子大生の着る物・身に付ける物のひとつとして、フクゾーの服、キタムラのバッグ、ミハマの靴と並んでコーディネートに取り入れられた。
ハマトラ全盛期には、イルカをモチーフとした「ドルフィンリング」や花と葉のモチーフで耳を挟むようにして着ける「花のピアス」が大ヒット。その後「花のピアス」は何度も復刻されている。
現在、店舗は全国展開され、2018年1月時点で日本国内に53店舗を展開している。

## 歴史
- 1946年 - 横浜・元町に創業。
- 1969年 - 玉川高島屋S・C店オープン。
- 1970年 - "ドルフィンリング"、"花ピアス"発売。
- 1980年 - 横浜ルミネ店 開業。ピンキーリングの展開をスタート。
- 1992年 - カフェ「STAR JEWELRY ARGENTERIA」オープン。
- 1999年 - 7月7日の七夕を"LOVE STAR'S DAY"と定め、以後、七夕イベントが恒例となる。
- 2000年 - 公式オンラインショップ開設。
- 2004年 - 元町本店が「STAR JEWELRY the shop&museum」としてリニューアルオープン。
- 2006年 - 表参道ヒルズにフラッグシップストア「STAR JEWELRY the shop OMOTESANDO」、メンズジュエリーブランド「SJX (エスジェイエックス)」がオープン。
- 2010年 - ピンクリボン運動の支援をスタート。毎年10月のピンクリボン月間には店頭での活動と、日本対がん協会ほほえみ基金への寄付を続けている[9]。
- 2011年 - 横浜元町の自社工房が「PREMIUM WORKSHOP」としてリニューアル。姉妹ブランド「STAR JEWELRY Girl」誕生。
- 2013年 - 銀座6丁目みゆき通りの角地にフラッグシップストア「STAR JEWELRY the shop GINZA」オープン。
- 2016年 - 直営カフェ「STAR JEWELRY CAFE&Chocolatier」オープン。
- 2017年 - 名古屋栄にフラッグシップストア「STAR JEWELRY the shop NAGOYA」オープン。

## ブランド名の由来
創業当時の主な顧客であった進駐軍や山手に住む外国人にもわかりやすいように「STAR」をブランド名とした。
ブランド名にちなみ、星のモチーフがフラッグシップストアの店内装飾に使われるなどアイコンとされている。

## ユニセフへの寄与
1993年より、12月25日クリスマスの元町本店の現金売り上げ全額をユニセフに寄付する"UNICEF CHARITY DAY"がスタート。2008年からは、"BEAR FOR PEACE"キャンペーンとして、ホリディベアパッケージ付きのクリスマスギフトの売上の一部をユニセフに寄付している。1993年から2015年まで23回のクリスマスキャンペーンを通じたこれまでの寄付金額は総額約1億200万円。

## ドラマ作品への登場
- 2006年10月〜12月 - 横浜を舞台とした日本テレビ系テレビドラマ『たったひとつの恋』放送。劇中では、スタージュエリーが実名で登場し、元町本店も使用された[11]。
- 2008年1月4日 - フジテレビ系テレビドラマ『のだめカンタービレ 新春スペシャル in ヨーロッパ』が放送され、劇中で千秋真一からのだめにスタージュエリーの実際のネックレス"MYSTERIOUS HEART"が贈られる[12]。
- 2016年12月20日 - この日放送されたフジテレビ系テレビドラマ『わたしに運命の恋なんてありえないって思ってた』に協力。ロケ地協力のほか、実際の商品が登場した[13]。

## 外部サイト
- STAR JEWELRY 公式ウェブサイト
  - STAR JEWELRY PRECIOUS (スタージュエリー プレシャス)
  - STAR JEWELRY Girl (スタージュエリー ガール)
  - STAR JEWELRY YOKOHAMA CLASSIC (スタージュエリー ヨコハマ クラシック)
  - SJX (エス ジェイ エックス)